# Jean Bourdichon
Jean Bourdichon (cca 1457 Tours – 1521 tamtéž) byl francouzský iluminátor a oficiální malíř francouzského královského dvora konce 15. století a počátku 16. století, v době vlády Ludvíka XI., Karla VIII., Ludvíka XII. a Františka I. Stal se žákem Jeana Fouqueta, který před ním působil na královském dvoře. Jeho prostřednictvím získal vhled do italské renesance.
Vedle obrazů a iluminací vytvářel také mince a okenní vitráže. K nejznámějším dílům patří iluminace knih hodinek Livre d'heures de Louis XII, zahájená po korunovaci Ludvíka XII. a Les Grandes Heures d'Anne de Bretagne (1503–1508), na zadání královny Anny Bretaňské.

## Galerie

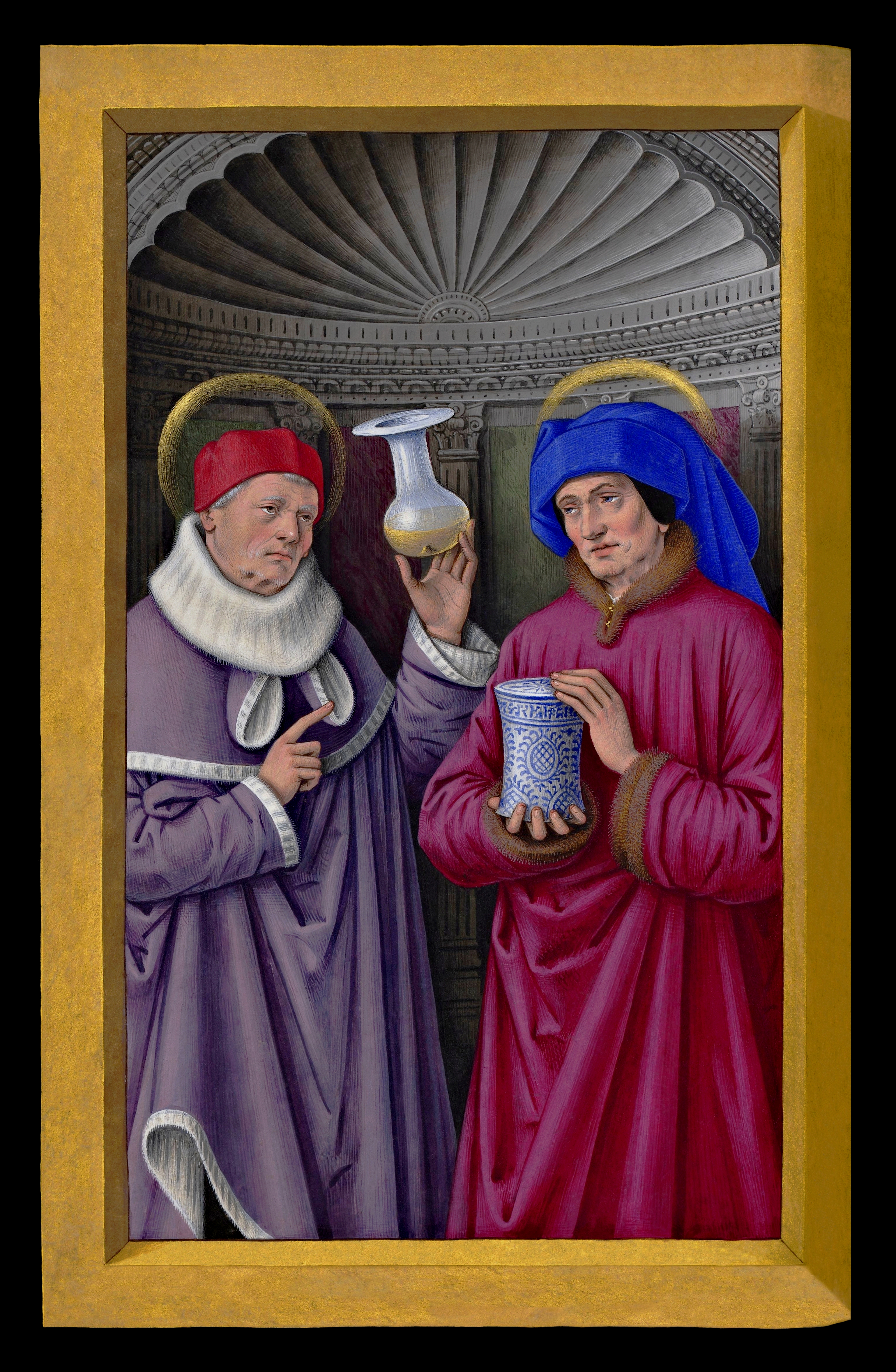
Ikona svatých Kosmy a Damiána, arabských lékařů a starokřesťanských mučedníků. Kosma (vlevo) drží sběrnou baňku na moč a Damián nádobu na léky (malíř: Jean Bourdichon, cca 1503–1508)
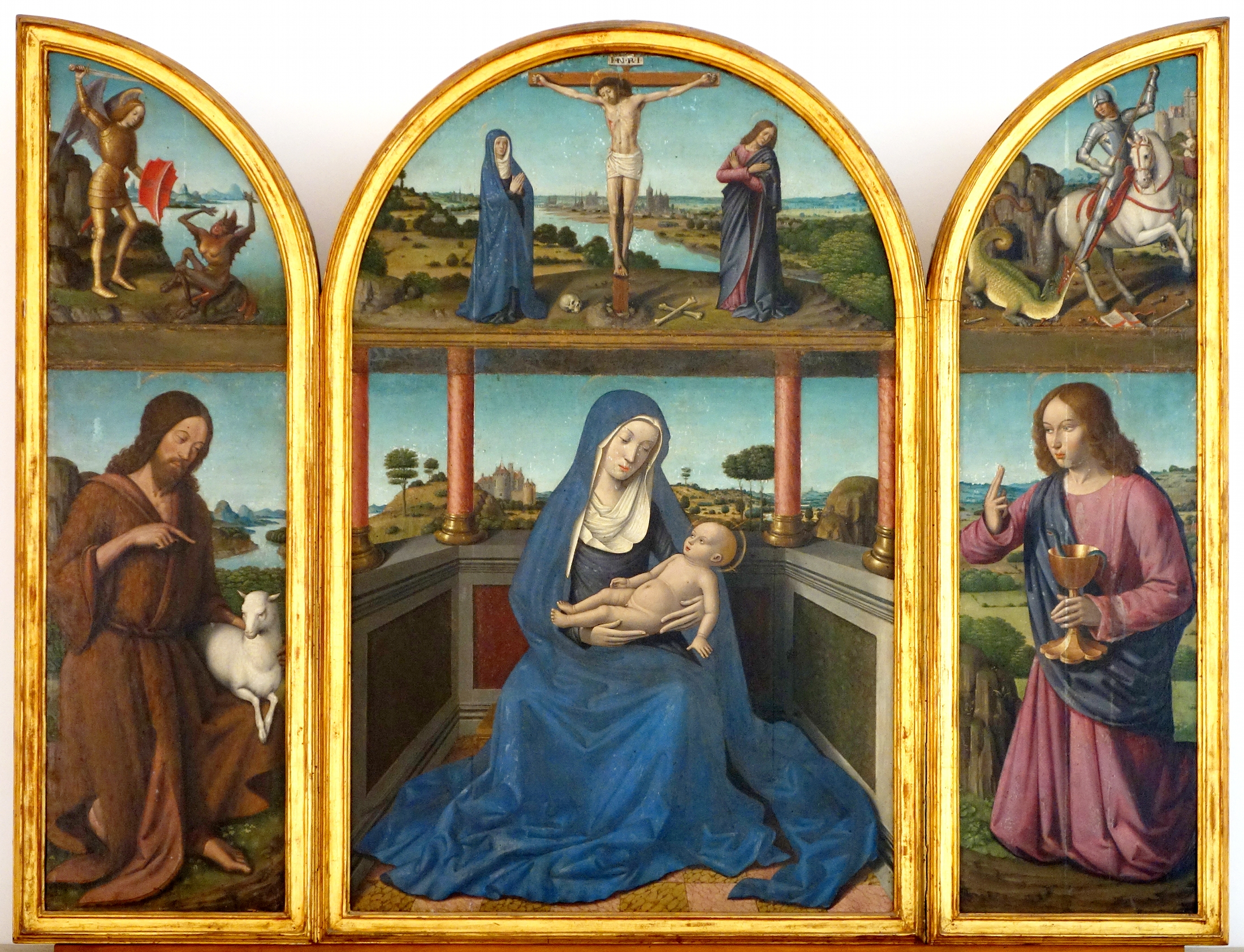
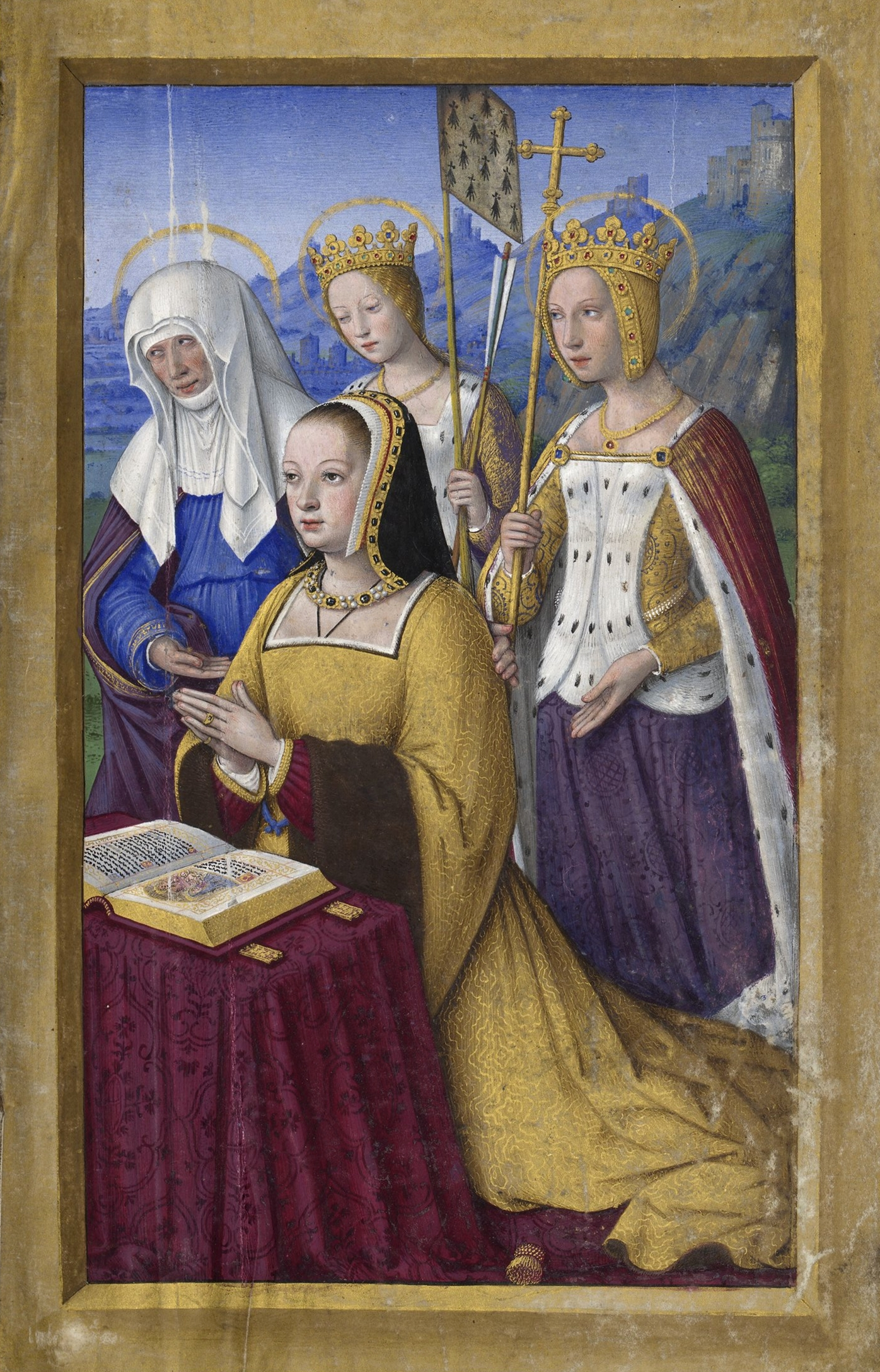
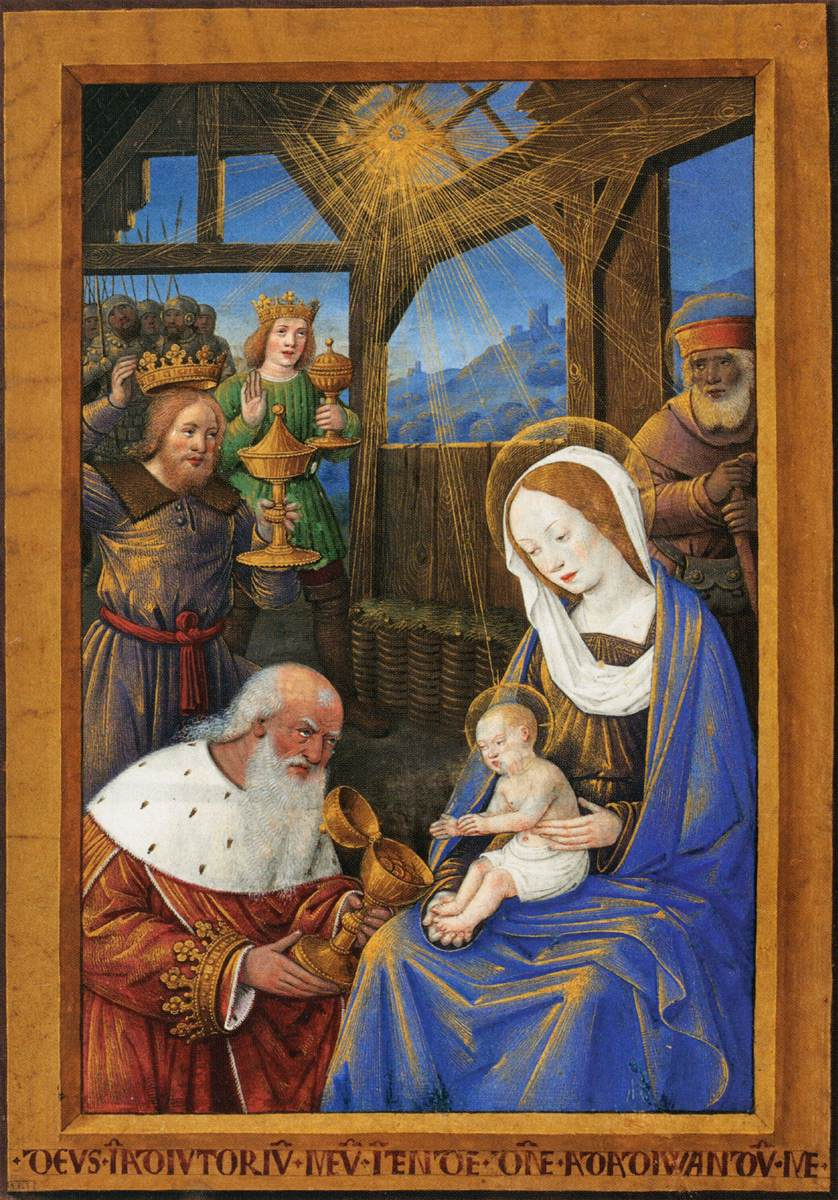
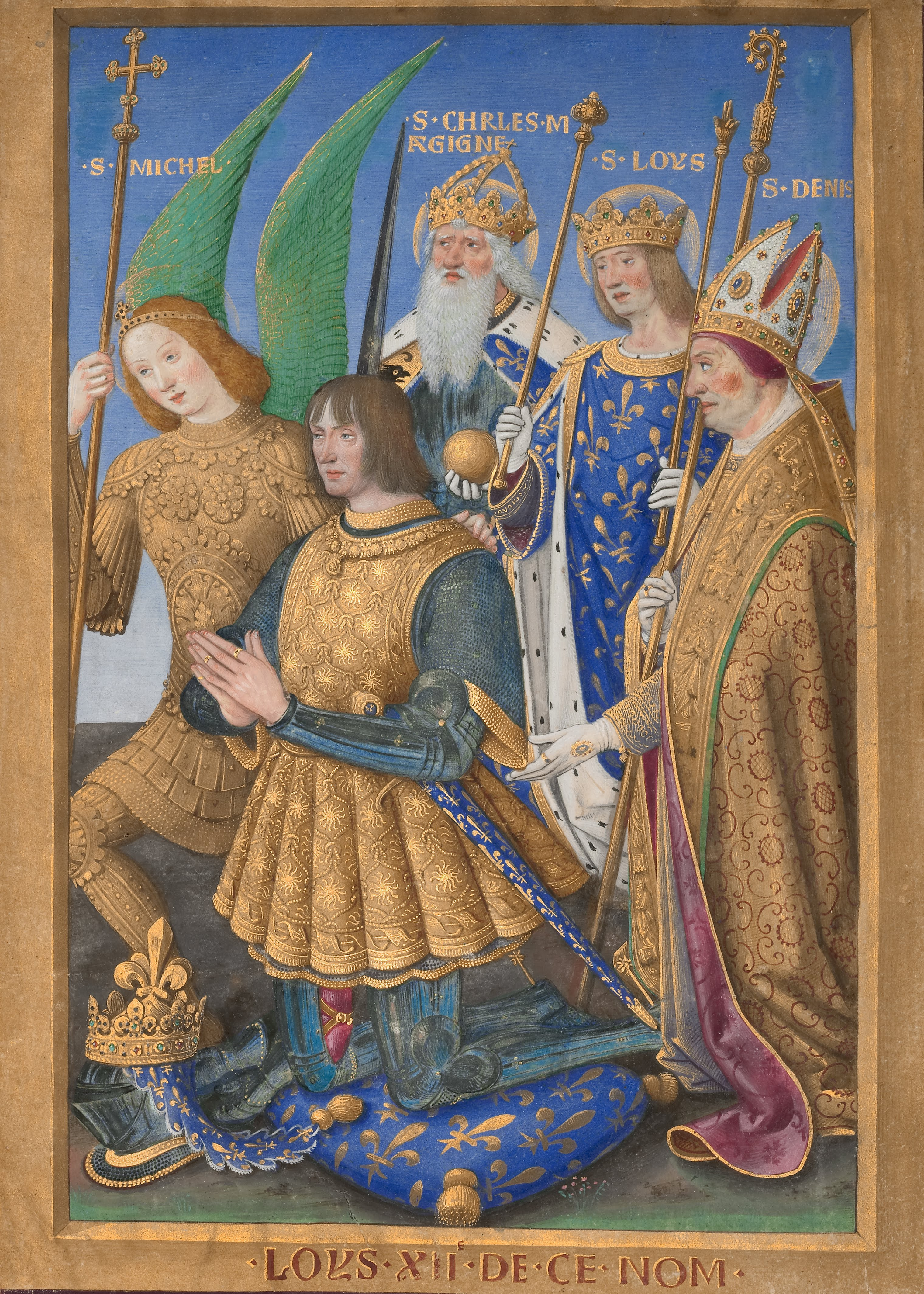
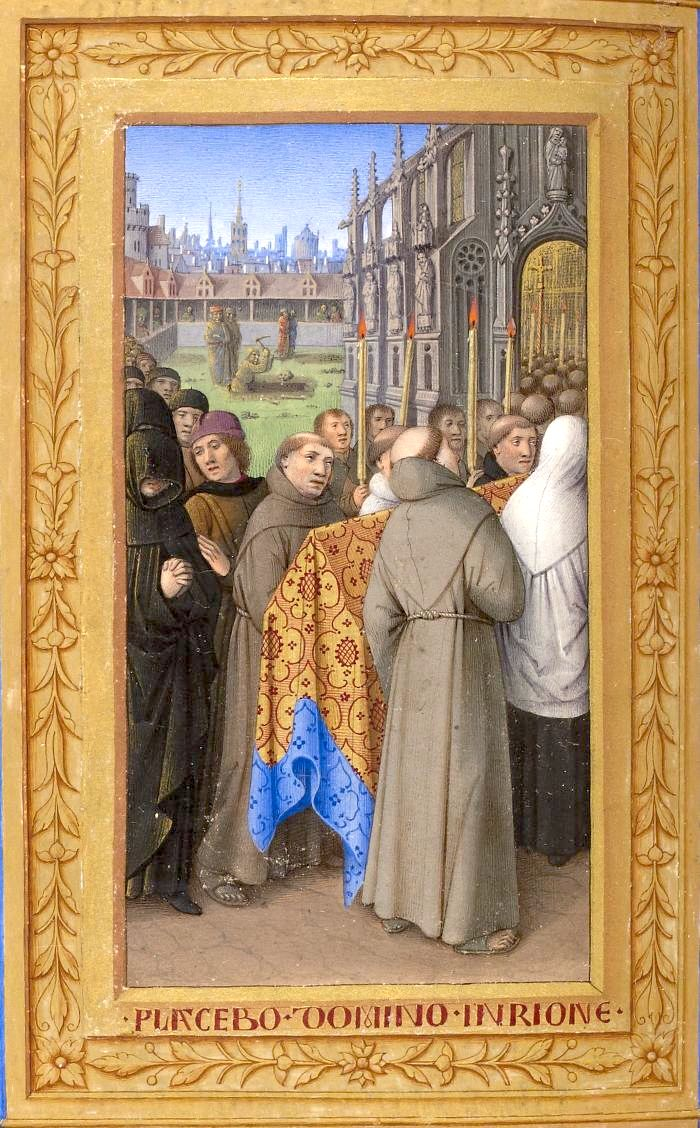
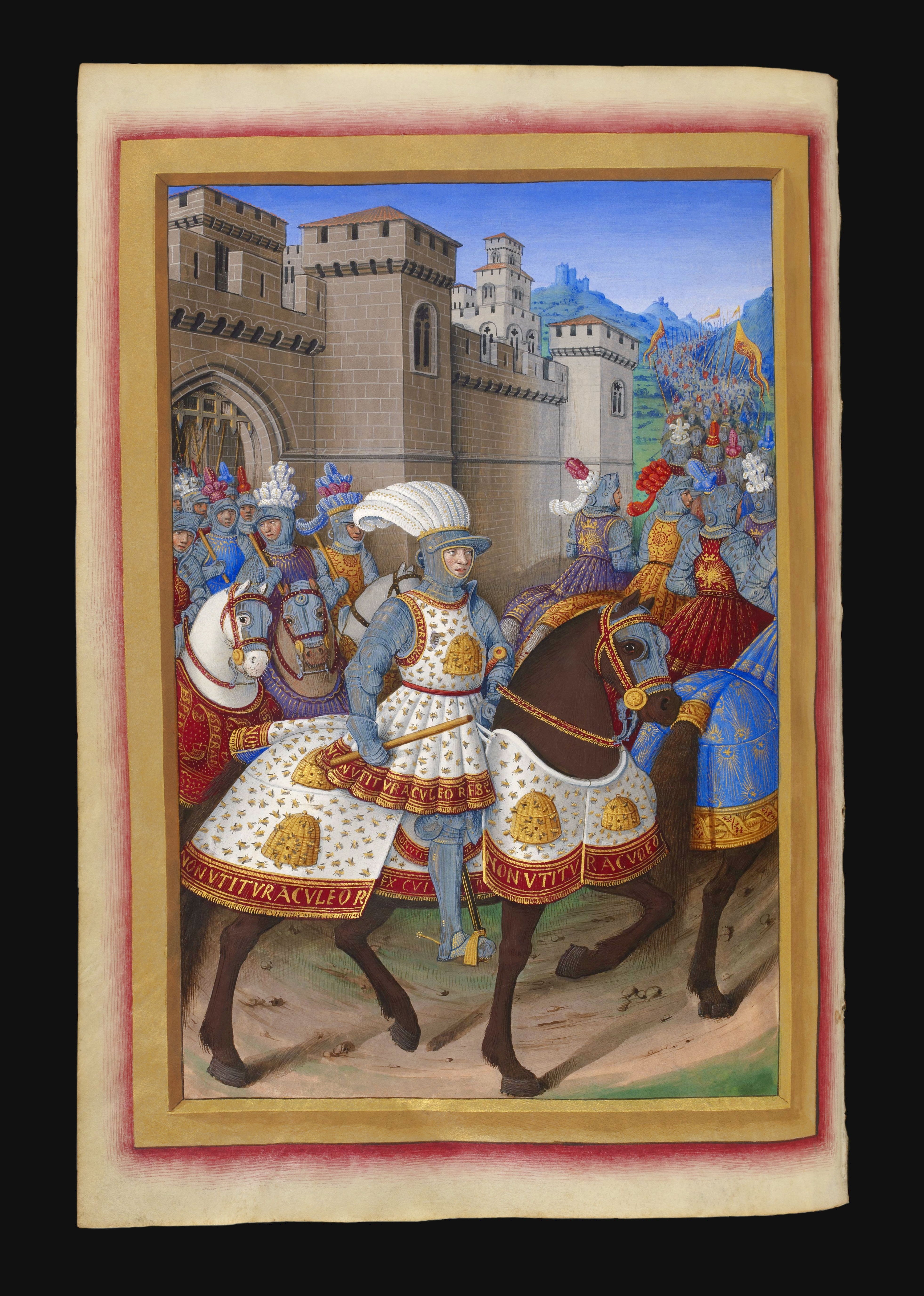
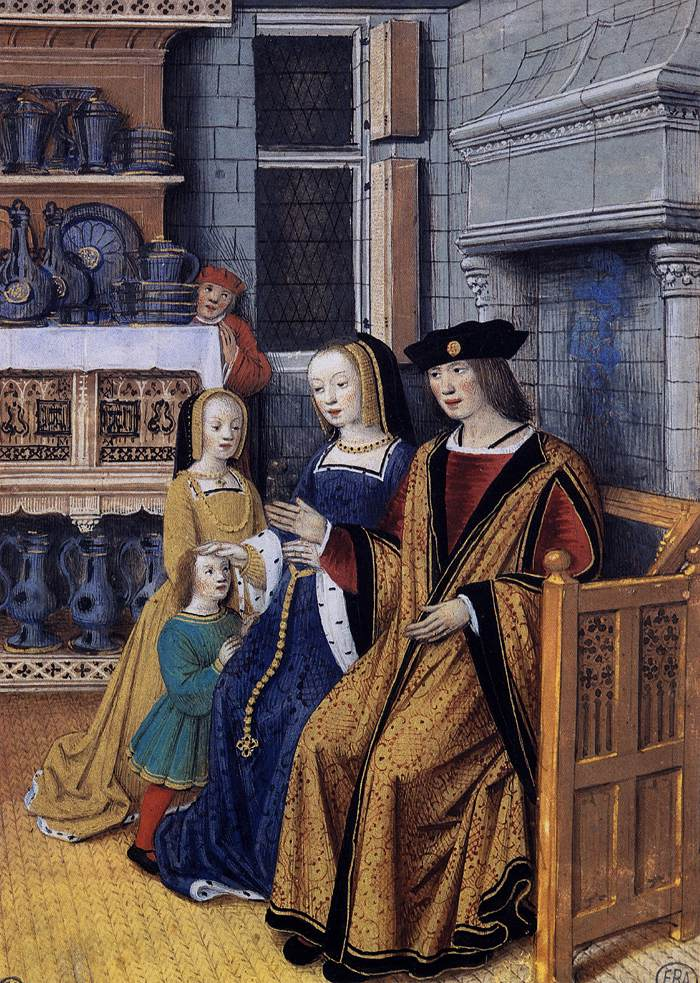
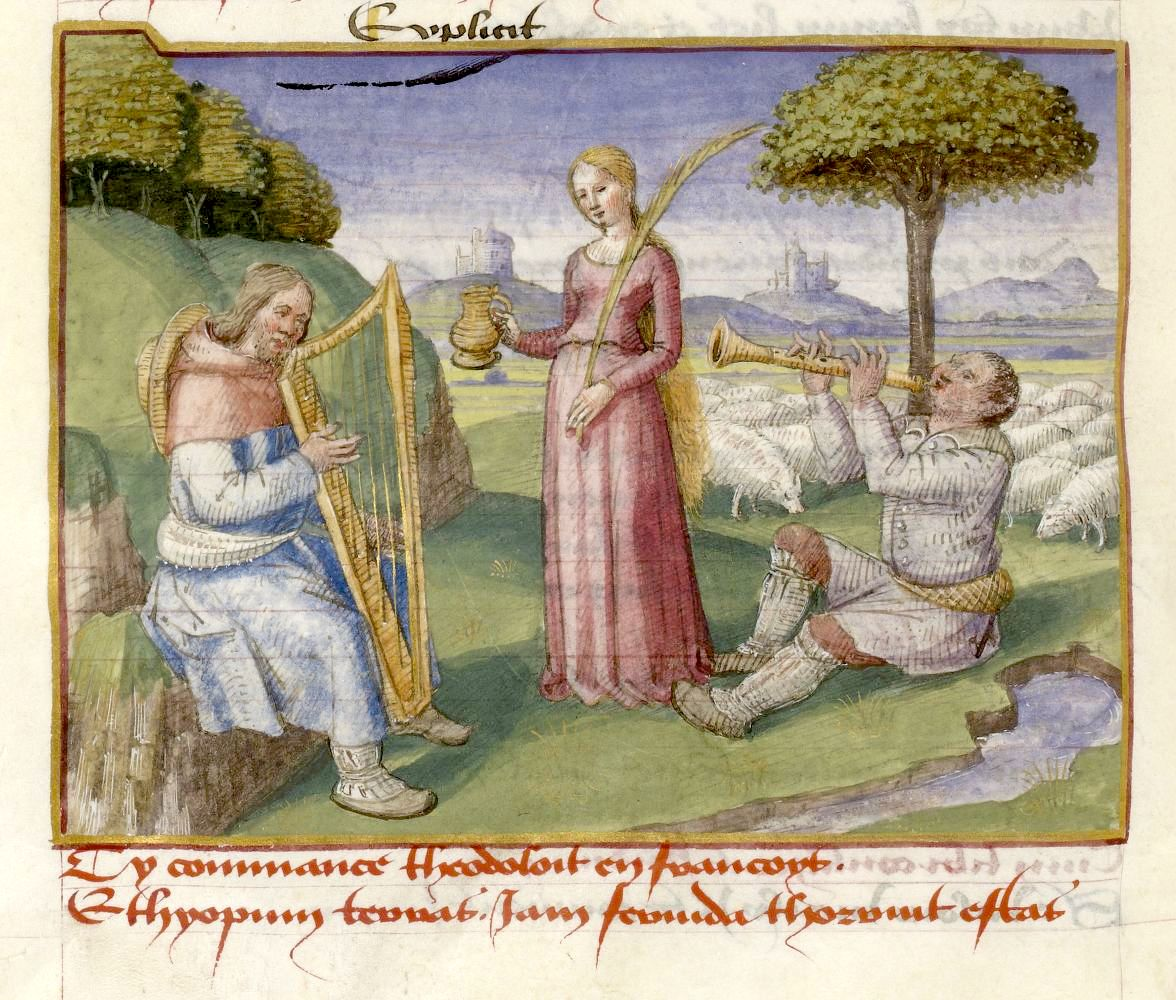
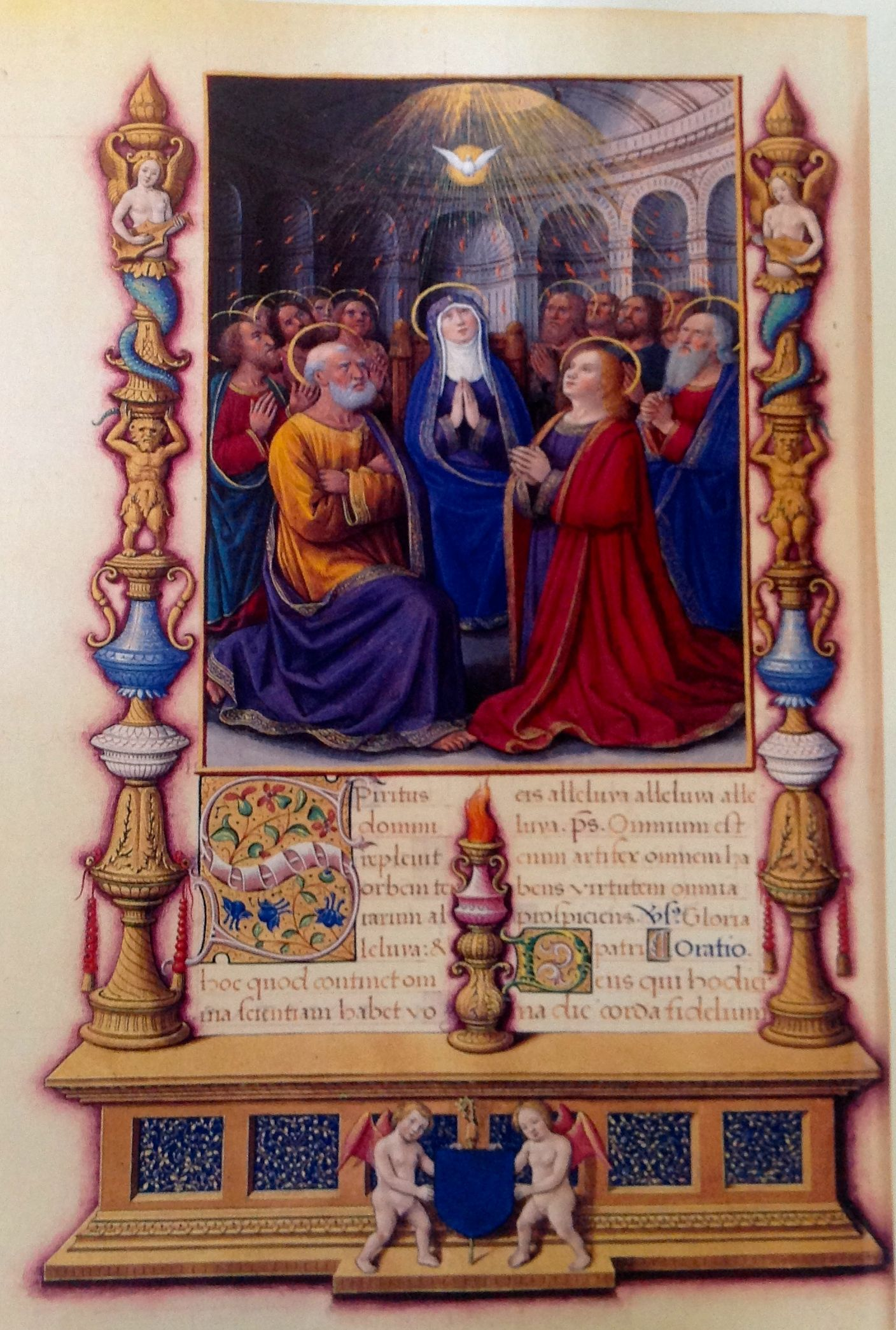
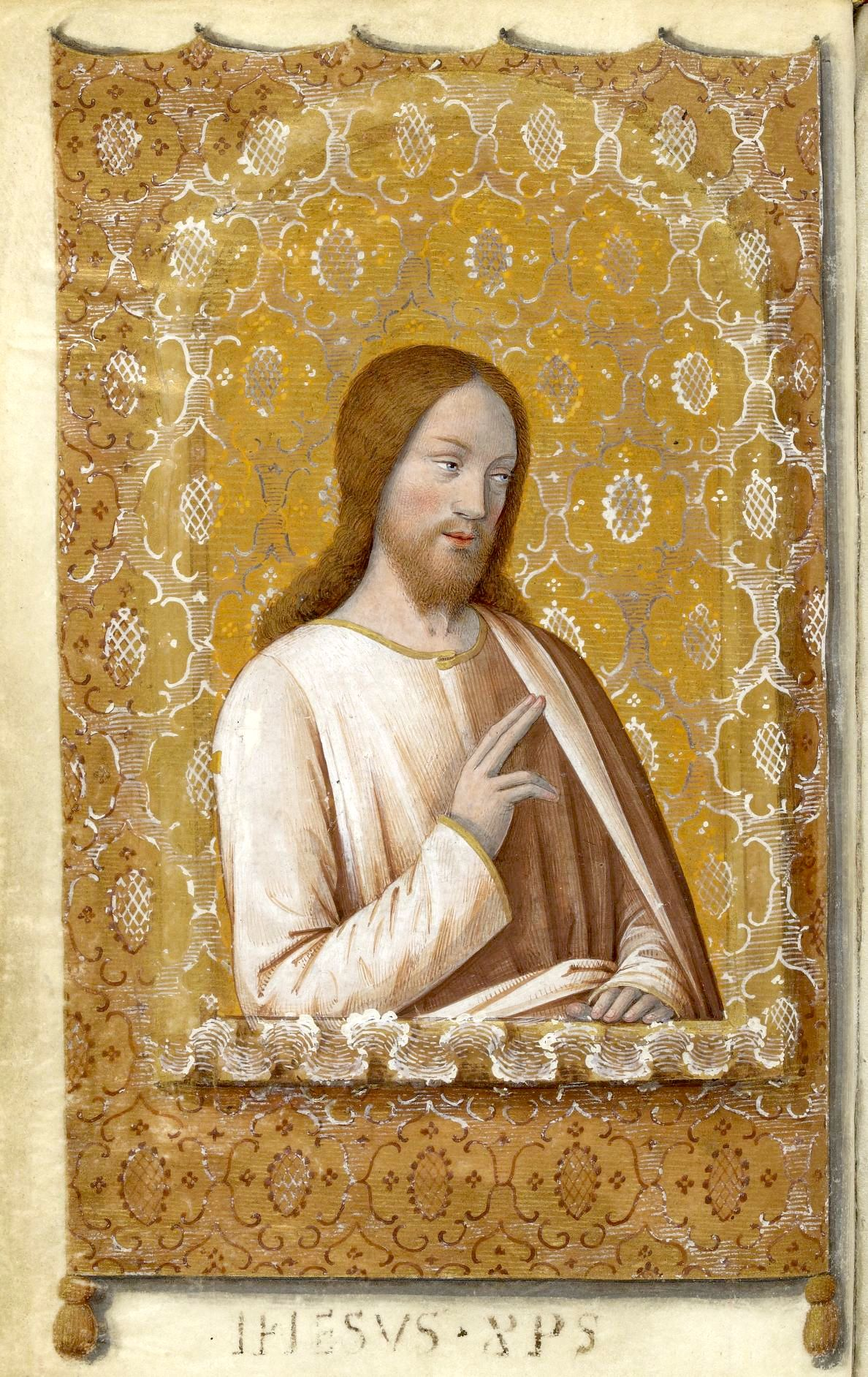